# 1977 год в компьютерных играх

## События
- Atari открывает первый Pizza Time Theater — заведение, в котором объединены пиццерия и зал игровых автоматов. Иницииатором этого был совладалец Atari Нолан Бушнелл. В июне он же выкупает у Atari права на это заведение за 500 тыс. долларов. Была открыта целая сеть таких семейных развлекательных центров, под названием Chuck E. Cheese's.
- Sega покупает Gremlin Industries
- Nakamura Manufacturing Ltd. формально переименовывается в Namco (название Namco использовалось как бренд с 1971 года) и открывает Namco Enterprises Asia Ltd. в Гонконге, первое своё подразделение за пределами Японии.

## Выпуски игр
- Cinematronics выпускает Space Wars — первый игровой автомат с векторной графикой.
- Mattel выпускает Missile Attack, первую портативную игру на ЖК-дисплее.
- Уолтер Брайт создал игру Empire, одну из первых компьютерных стратегических игр.Заслуга Empire в том, что она является не компьютерной реализацией существующей настольной или карточной игры, а первой самостоятельной игрой с более сложным алгоритмом для ведущего (в данном случае компьютера).
- Будущие основатели Infocom создают на PDP-10 первую версию игры Zork. Zork — первая коммерческая игра жанра текстового квеста.

## Технологии
- В январе Radio Corporation of America вслед за Fairchild Channel F выпускает свою игровую приставку основанную на микропроцессоре (собственной разработки RCA 1802) RCA Studio II. Это вторая приставка второго поколения.
- Nintendo выпускает Color TV Game 6, представляющую собой шесть вариаций консоли с игрой Light Tennis (клон Pong). Mitsubishi, партнёр Nintendo, производит большую часть системных компонентов. На этот раз Nintendo самостоятельно производит приставки (в отличие от 1972 года, где приставки были полностью разработаны и производились компанией Magnavox). Тем не менее большая часть системных компонентов производится партнёром — компанией Mitsubishi. Приставка является очередным Pong-клоном и на момент выпуска уже является морально устаревшей
- Cinematronics выпускает аркадный автомат Space Wars (аркадный вариант игры 1962 года Spacewar!), первый широкодоступный аркадный автомат с векторной графикой.
- 5 июля компания Apple Computer выпускает в продажу персональный компьютер Apple II. Первые графические коммерческие игры появляются именно для компьютера Apple II. Несмотря на то, что системы PDP и PLATO к 1977 году уже располагали некоторой базой компьютерных игр, они ни по габаритам, ни по цене не были доступны.
- 3 августа Tandy представила компьютер TRS-80 созданный специально для сети магазинов RadioShack. Несмотря на скромные графические возможности для TRS-80 была создана приличная библиотека игр.
- В октябре Atari выпускает в продажу игровую приставку Video Computer System, более известную, как Atari 2600[1].
- В октябре начаты продажи Commodore PET, первого компьютера компании Commodore Commodore PET не имел графического режима и поэтому обладал весьма небольшим набором игр — преимущественно текстовых, либо выполненных в псевдографике. Компьютер был быстро вытеснен с рынка домашних компьютеров более прогрессивными моделями, однако в течение ограниченного времени был достаточно популярным.
- в конце года выходит ещё одна приставка второго поколения — Bally Astrocade. В связи с производственными проблемами первые продажи состоялись лишь в 1978 году. Приставку нельзя назвать успешной.

- RCA Studio II
- Video Computer System